# 241 pr. n. št.

## Dogodki
- konec tretje sirske vojne
- kartažanski vojskovodja Hamilkar sklene z Rimljani mir in jim prepusti Sicilijo.
- konec prve punske vojne

## Rojstva
- Antioh III. Veliki, vladar Selevkidskega cesarstva († 187 pr. n. št.)